# Archiconiocompsa
Archiconiocompsa is een geslacht van insecten uit de familie van de dwerggaasvliegen (Coniopterygidae), die tot de orde netvleugeligen (Neuroptera) behoort.

## Soorten
- A. prisca Enderlein, 1910